# Verdrag inzake de rechten van het kind

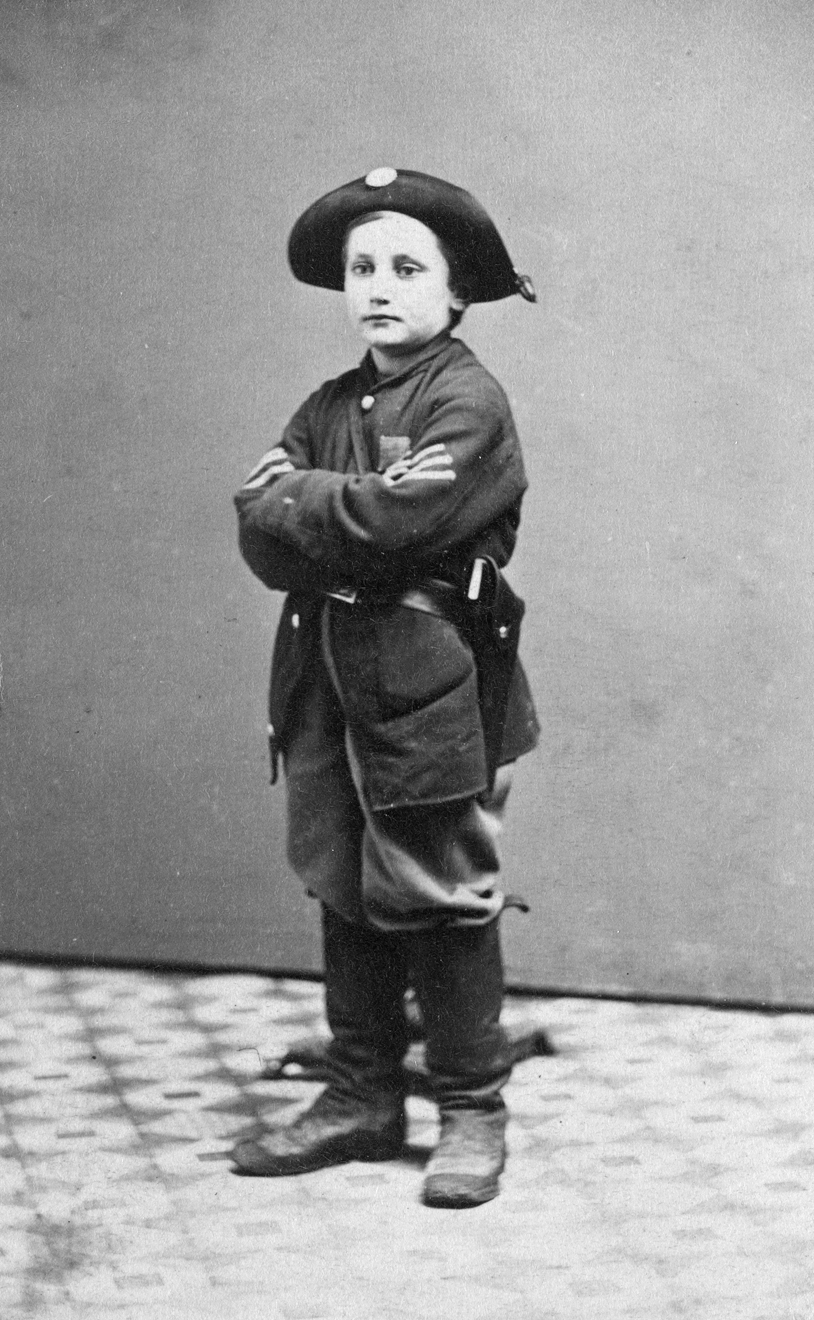
Kindsoldaat in de Amerikaanse Burgeroorlog.

Het Verdrag inzake de Rechten van het Kind (IVRK; Engels: Convention on the Rights of the Child, CRC) is gebaseerd op de Universele Verklaring van de Rechten van de Mens. Het werd aangenomen door de Algemene Vergadering van de Verenigde Naties op 20 november 1989 en werd van kracht op 2 september 1990, na ratificatie door 20 lidstaten. Het wordt meestal het 'Kinderrechtenverdrag' of het 'Internationaal Verdrag voor de Rechten van het Kind' genoemd.
In het verdrag wordt onder een kind verstaan, ieder mens jonger dan 18 jaar, tenzij volgens het op het kind van toepassing zijnde recht de meerderjarigheid eerder bereikt wordt.

## Deelnemende landen
Anno 2016 hebben 196 landen het verdrag geratificeerd. Dit zijn – op de Verenigde Staten na – alle lidstaten van de Verenigde Naties, alsmede de Cookeilanden, Niue, de Staat Palestina en de Heilige Stoel. Somalië trad in oktober 2015 als 196e land toe tot de conventie. Hoewel de Verenigde Staten een actieve rol speelden in de totstandkoming van het verdrag en het in 1995 tekenden, hebben zij het als enige VN-lid niet geratificeerd. De presidenten Bill Clinton, George W. Bush hebben het verdrag nooit voorgelegd aan de senaat. Hoewel president Barack Obama gezegd heeft dat hij het "beschamend" vindt dat de Verenigde Staten het verdrag niet hebben geratificeerd heeft ook hij het niet voorgelegd aan de senaat.

## Preambule
In de preambule worden de basisprincipes uiteengezet. Verder wordt de noodzaak bevestigd van juridische en andere bescherming van kinderen zowel vóór als na hun geboorte en van respect voor de culturele waarden van de gemeenschap waarin het kind opgroeit. Voor de bescherming van de rechten van het kind, met name van kinderen in ontwikkelingslanden, speelt samenwerking op internationaal niveau een wezenlijke rol.

## Rechten
De beschermde rechten van het kind zijn:
- voorrang voor het belang van het kind (art. 3)
- recht op
  - leven (inherent recht, art. 6)
  - een naam en nationaliteit (art. 7-8)
  - gepaste vrije mening (art. 12-15)
  - privacy en een thuis (art. 16), band met de ouders (art. 18)
  - aangepaste informatie (o.a. kinderboeken, art. 17), onderwijs (art. 28-29)
  - de grootst mogelijke geneeskundige verzorging (art. 24-25)
  - sociale zekerheid (art. 26), een toereikende levensstandaard (art. 27)
  - vrije tijd, spel, en dergelijke (art. 31)
- bijzondere bescherming van
  - pleegkinderen (art. 20), adoptiekinderen (art. 21), vluchtelingen (art. 22)
  - gehandicapte kinderen (art. 23)
  - minderheden (art. 30)
  - Kinderen hebben het recht om een mening te geven (dat geldt wel alleen voor  huisgenoten, kinderen mogen niet stemmen bij de verkiezingen) (art.37)

## Toezicht
Het toezicht op de naleving van het verdrag wordt in België uitgeoefend door de kinderrechtencommissarissen van Vlaanderen en Wallonië (sinds 1998). Nederland heeft in 2010 de Kinderombudsman ingesteld voor dit toezicht.

## Varia
- De Universele Kinderdag van de Verenigde Naties (VN), die in 1954 werd ingesteld, wordt elk jaar op 20 november gevierd, de datum waarop het verdrag werd gesloten. Doel ervan is internationale saamhorigheid en bewustwording onder kinderen over de hele wereld te bevorderen.